# Paso de la Patria
Paso de la Patria ist eine Stadt in der Provinz Corrientes am Río Paraná gegenüber der Mündung des Río Paraguay in Argentinien. Sie liegt rund 40 km nordöstlich von Corrientes und ist aufgrund ihres langen, breiten Strandes ein beliebter Touristenort, insbesondere für die Einwohner der Städte Corrientes und Resistencia. Alljährlich wird auf dem kilometerbreiten Fluss vor Ort der mehrtägige nationale Dorado-Angelwettbewerb Fiesta Nacional de la Pesca del Dorado ausgetragen.

## Geschichte
Paso de la Patria wurde erstmals 1812 in offiziellen Dokumenten erwähnt. Während des Tripel-Allianz-Kriegs gab General Bartolomé Mitre den alliierten Truppen am 16. April 1866 den Befehl, an dieser Stelle über den Paraná nach Paraguay einzumarschieren. Am 19. November 1872 beschloss die argentinische Abgeordnetenkammer die Gründung des Ortes Paso de la Patria.
Im Dezember 2022 vereinbarten Vertreter der nationalen und der Provinzregierung Argentiniens gemeinsam mit Vertretern Paraguays Pläne zur Eröffnung eines internationalen Hafens für den Personen- und Frachtverkehr in Paso de la Patria sowie in Paso de Patria auf der paraguayischen Seite. Argentinien erhofft sich dadurch auch einen Zustrom von Touristen aus dem 280 km entfernten Asunción.